# Кольядо-дель-Мірон
Кольядо-дель-Мірон (ісп. Collado del Mirón) — муніципалітет в Іспанії, у складі автономної спільноти Кастилія-і-Леон, у провінції Авіла. Населення — 43 особи (2010).
Муніципалітет розташований на відстані близько 140 км на захід від Мадрида, 55 км на захід від Авіли.

## Демографія
Динаміка населення (INE ):